# Nouakchott (stad)

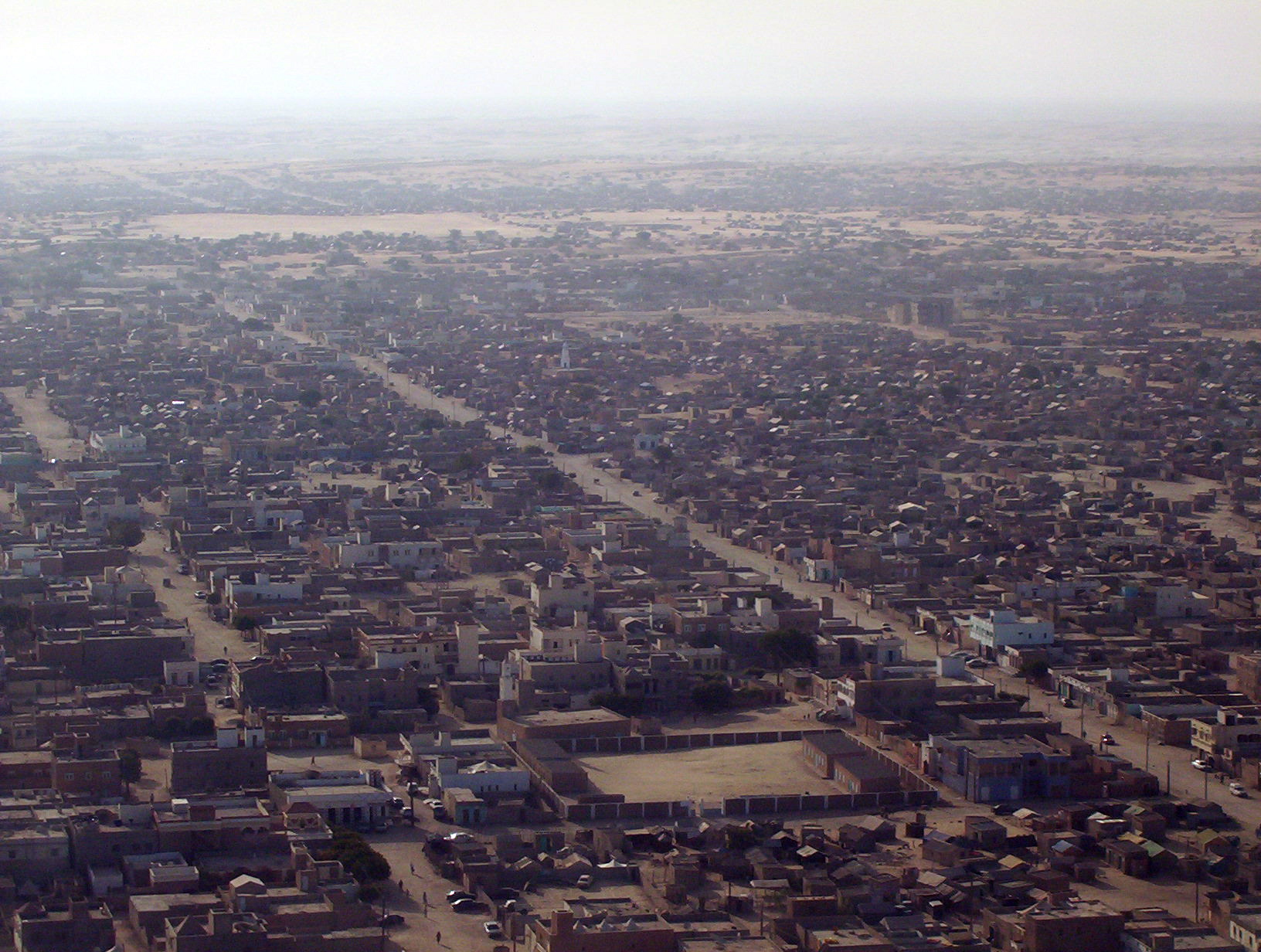
Uitzicht over de stad

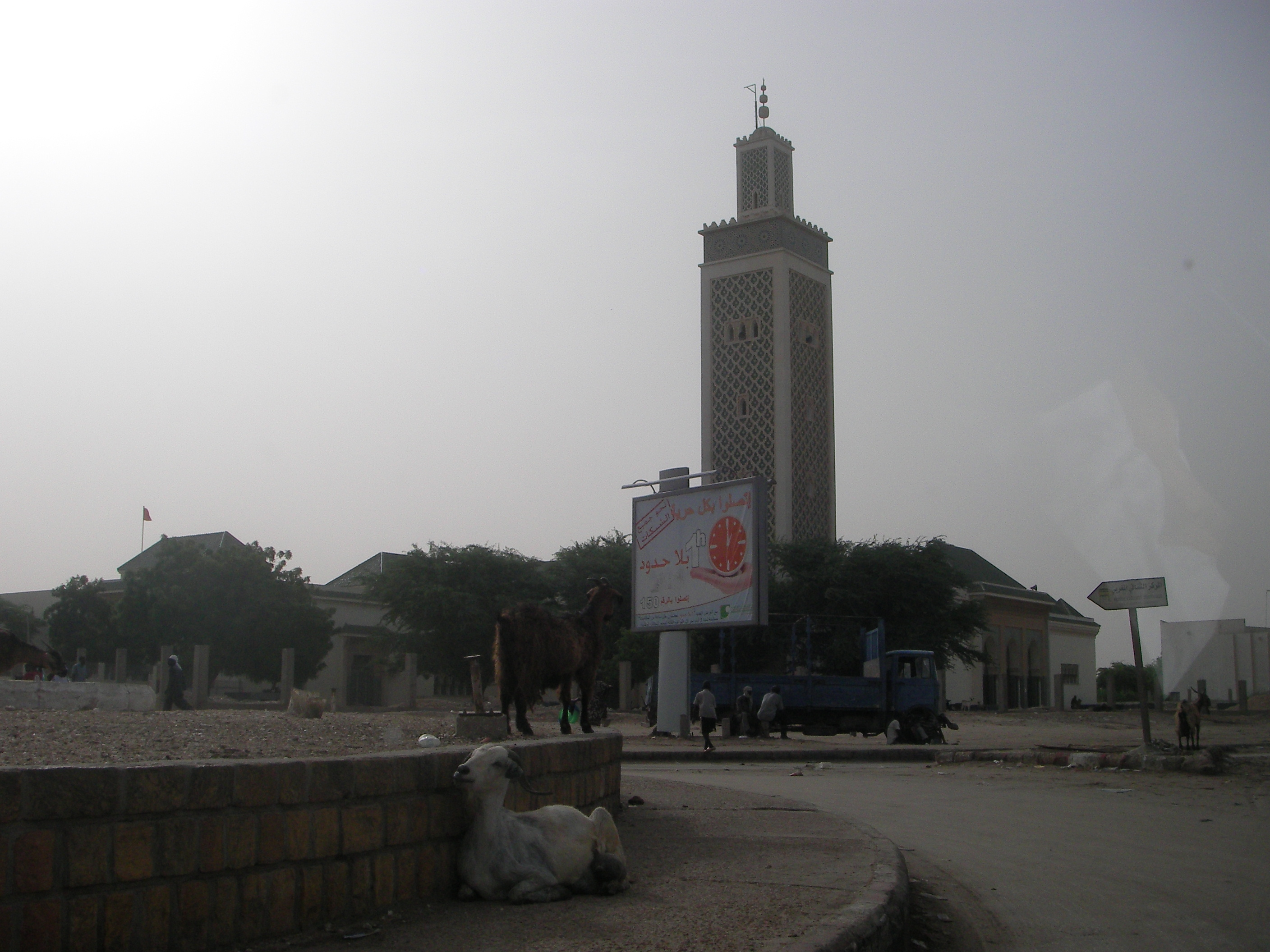
Moskee in Nouakchott

Nouakchott (Arabisch: نواكشوط) is de hoofdstad van Mauritanië. De stad bevindt zich in het westen van het land aan de Atlantische Oceaan. De bevolking van de stad bedraagt naar schatting ongeveer een miljoen inwoners, wat ruim een kwart van het totaal inwoners van Mauritanië is. Er zijn in deze stad weinig tot geen hoge gebouwen.

## Geschiedenis
Tot 1957 was Nouakchott een klein vissersdorpje, maar nadat Mauritanië onafhankelijk van Frankrijk werd, groeide het uit tot de stad die het nu is. In 1958 werd de stad de hoofdstad van het onafhankelijk Mauritanië. In de jaren 70 explodeerde de groei. Dit gebeurde grotendeels vanwege de droogte in de Sahel, die mensen naar de stad dreef.
In 1976 werd de stad aangevallen door het Polisario Front dat streefde naar onafhankelijkheid van de westelijke Sahara. In 1988 en 1989 escaleerden de raciale spanningen tussen de Berbers en de zwarte bevolkingsgroepen.
Momenteel wordt er flink geïnvesteerd in de stad door China.

## Infrastructuur
De stad heeft een haven die voor 96,4 % wordt gebruikt voor import. Wegen verbinden de stad met de Néma, Boutilimit en Kiffa. Ook heeft de stad een internationaal vliegveld, Nouakchott International Airport.

## Zustersteden
- Madrid, Spanje

## Geboren
- Ely Ould Mohamed Vall (1953–2017), militaire leider van Mauritanië
- Gerardo Miranda Concepción (1956), profvoetballer
- Oumar N'Diaye (1988), voetballer
- Aicha Fall (1993), atlete